# Choroby a škůdci petúnie
Choroby a škůdci petúnie jsou patogenní organismy napadající rostliny čeledi lilkovité Solanaceae rod petúnie (také petunie) Petunia. Nejčastěji pěstovaná skupina rostlin rodu je označována petunie zahradní  (Petunia × atkinsiana). Jde o jednu z nejznámějších a nejoblíbenějších rostlin celosvětově. S ohledem na oblibu je i vlivem mmezinárodního obchodu s rostlinami šířeno množství chorob a škůdců, které výrazně snižují oblibu a pěstování uvedené květiny. Některé patogenní organismy napadající petúnie napadají rovněž hospodářsky významné pěstované rostliny uvedené čeledi.  Mezi nejvýznamnější takové patogeny patří Ralstonia solanacearum.

## Choroby způsobené viroidy
- Zakrslost chryzantém - způsobuje slabý růst petúnií.

## Virové choroby
Přenáší se mšicemi, šťávou z poraněných rostlin, napadení virem lze odhadovat podle typických skvrn a růstových změn.
- virus mozaiky tabáku a virus mozaiky rajčete (Tobacco mosaic virus, TMV; Tomato mosaic virus, ToMV) – zpomalení růstu, žlutozelená mozaika na listech, podvinutí okrajů listů, květy a listy menší, květy mohou být skvrnité
- virová aspermie rajčete (Tomato aspermy virus, TAV) – barevné a velikostní změny květů, deformace, chlorotické skvrny a prstence na listech
- Y virus bramboru (Potato Y virus, PVY) – prosvětlení nervatury, menší chlorotické skvrny na listech.
- virus žilek petúnie (Petunia vein clearing virus, PVCV) – prosvětlení nervatury a výrazné snížení velikosti listů.
- virus mozaiky okurky (Cucumber mosaic virus, CMV) – chloróza, světlejší nervatura, skvrny na listech, spodní listy usychají, rostlina zastavuje růst. Polyfágní patogen, široce rozšířený, přenášený parazity z čeledi mšicovití.

## Bakteriální choroby
- Rhodococcus fascians – způsobuje hálkovité, ploché útvary (u mladých rostlin) v oblasti kořenového krčku, slabý růst. Patogen je polyfág.
- Ralstonia solanacearum – listy postupně žloutnou, vadnou, v řezu jsou cévní svazky infikovaného stonku tmavě zbarveny. Napadené rostliny rychle vadnou a hynou.

## Houbové choroby
Proti některým houbovým chorobám je rod Petunia odolnější než jiné rody rostlin. Je uvažováno o použití genů aktivních při ochraně rostlin z rodu Petunia proti patogenu způsobujícímu fusariové vadnutí (patogen Fusarium oxysporum) na genovou úpravu pěstovaných rostlin banánovníku (Musa).
- padlí (Oidium sp.) – bílý moučnatý, hnědnoucí povlak na listech a stoncích. Deformace listů a stonků.
- padání klíčních rostlin (Pythium ultimum, Fusarium culmorum,) – semenáčky v místě nad povrchem substrátu hnědnou nebo zasychají, padají a odumírají.
- botrytida - původce je plíseň šedá (Botrytis cinerea) – povlaky šedé plísně, hnědé skvrny na stoncích, hynutí výsevů.
- hlízenka hlíznatá (Sclerotinia sclerotiorum)
- fytoftoftorová hniloba kořenů – napadení se projevuje hnědnutím a odumíráním kořenů a stonků. Fytoftorová kořenová hniloba je vždy letální, napadené rostliny je třeba vykopat a spálit.